# Ombrocharis
Ombrocharis, monotipski rod biljaka cvjetnjača čiji je jedini poznati predstavnik vrsta Ombrocharis dulcis, endem iz kineske prtovincije Hunan. Pripada porodici Lamiaceae; trajnica.
Listovi su nazubljeni i nasuprotni.